# Galeria Refektarz
Galeria Refektarz – samorządowa instytucja kultury, galeria sztuki współczesnej w Kartuzach, utworzona uchwałą Rady Gminy Kartuzy z 5 grudnia 1995 roku w poklasztornym refektarzu Zakonu Kartuzów przy ul. Klasztornej 5a.

## Historia
Na potrzeby galerii miejsce to odkryła prof. Józefa Wnukowa, współtwórczyni gdańskiej ASP, która chętnie odwiedzała Kaszuby w poszukiwaniu natchnienia w pejzażach okolic Chmielna i Kartuz.
Intensywnie na rzecz otwarcia galerii działali dr Jerzy Matkowski, lekarz i kolekcjoner sztuki oraz artyści związani z gdańską ASP: prof. Włodzimierz Łajming i prof. Sławoj Ostrowski. Inicjatywę życzliwie przyjęli ówczesny burmistrz Kartuz Marian Wilkowski oraz reprezentujący właściciela obiektu, miejscową parafię pw. Wniebowzięcia Najświętszej Maryi Panny, proboszcz parafii ks. kanonik dr Henryk Ormiński.
Pierwszą wystawą przygotowaną na otwarcie galerii wypełnił cykl obrazów olejnych prof. Józefy Wnukowej „Święty Franciszek na Kaszubach”.
Program galerii od początku działalności łączył dwa pozornie wykluczające się światy: lokalny zakorzeniony w kulturze kaszubskiej oraz kultury uniwersalnej – nie tylko polskiej ale i światowej. Ważną funkcją galerii jest funkcja edukacyjna, rozumiana jako możliwość kontaktu lokalnej społeczności z wybitnymi twórcami i ich dziełami.
Galeria Refektarz stała się ważnym miejscem kulturotwórczym, o które zabiegają artyści pragnący zmierzyć się z wyjątkowym wnętrzem i jego historią.
O repertuarze placówki decyduje Rada Programowa w porozumieniu z dyrektorem.
Galeria prezentowała wystawy m.in. takich artystów jak: Józefy Wnukowej, Władysława Hasiora, Józefa Szajny, Włodzimierza Łajminga, Ryszarda Stryjca, Ludmiły Ostrogórskiej, Sławoja Ostrowskiego, Adama Myjaka, Jana Góry, Mariusza Kulpy, Anna Królikiewicz, Antoniego Rząsy, Danuty Joppek, Zbigniewa Wąsiela, Rajmunda Pietkiewicza i Marcina Zawickiego. W galerii również organizowane są coroczne koncerty jesienne „Zaduszki Jazzowe”.

## Dyrektorzy Galerii
Źródło
- 1996 – Wioletta Wasilewska – opiekun galerii
- 1997–2001 – Mirosława Lehman
- 2001–2007 – Aleksandra Maciborska-Pytka
- 2007–2017 – dr Zofia Watrak
- 2018– dr Marcin Plichta